# مضارع مستمر
الحاضر ، ويسمى أيضًا الحاضر المتقدم، هو شكل فعل يستخدم في اللغة الإنجليزية الحديثة ويجمع بين زمن المضارع والجانب المستمر . ويمكن أن تستخدم في كل من الإرشادية والشرطية المزاجية . تقريباً 5 ٪ من الأفعال في اللغة الإنجليزية المنطوقة هي في شكل مضارع مستمر .

## الاستعمالات الشائعة
يستخدام المضارع المستمر في أكثر من حالة:
- للوصف عن شيء يحدث اثناء الحديث بالضبط:[4][5][6]

سودانشيو ديفيدي يضحك.
- لوصف حدث يقع الآن ولكن ليس في لحظة الكلام بالضبط:[5][6]

هو يعمل في دبي.
- لوصف حدث مخطط له في المستقبل [4][5] (بالاشتراك مع مؤشر زمني للمستقبل):

انا سأعيد امتحاني الفرنسي يوم الثلاثاء
- مع المعنى دائمًا ولكن المعنى غالبًا (يستخدم للتأكيد على تكرار الإجراء بطريقة فكاهية أو بطريقة مبالغة):[5][6]

والدتي دائما تجعلني أذهب إلى المدرسة!
انها دائما تلعب مع تلك الدمية!
هو دائما 'يأكل' الشوكولاته.
- لوصف حدث يحدث الآن وهو عرضة للانقطاع:

ايلين لا تستطيع ان تجيب على الهاتف بحكم انها نائمة

## روابط خارجية
- زمن المضارع المستمر